# 16421 Roadrunner
16421 Roadrunner este o planetă minoră (asteroid), cu un diametru de 3,255 km, din centura de asteroizi. A fost descoperită pe 22 ianuarie 1988 la Observatorul din Haute-Provence de Eric Walter Elst și a fost numită după Geococcyx californianus⁠(d). 
Obiectul prezintă o orbită caracterizată de o semiaxă mare de 1,9309278 UAi, o excentricitate de 0,06, o înclinație de 22,82315 ° în raport cu ecliptica.